# Juicy
Juicy é um single do rapper estadunidense The Notorious BIG, do seu álbum de estréia Ready to Die. Foi produzido por Pete Rock. Sua melodia é amostra do grupo Mtume. O single ganhou o terceiro lugar na Billboard Hot Singles Rap.
A canção tem como tema a pobreza em que vivia quando criança e como adulto no distrito do Brooklyn, seus sonhos iniciais de se tornar um Rapper, sua temporada no crime e no tráfico de drogas, e seu eventual sucesso no mundo da música. Ele fala sobre a sala de um barraco no qual cresceu. O single foi apresentado no filme biográfico de Notorious.

## Vídeo
O vídeo se passa em dois cenários, no distrito do Brooklyn no tempo em que Notorious vendia drogas, e em uma piscina com várias mulheres. No vídeo é possível ver Notorious BIG sendo preso e rimando na cadeia.

## Álbuns com a canção Juicy
- Ready to Die- álbum de estréia de The Notorious BIG
- Big Phat Ones Of Hip Hop, vol. 1- uma compilação do gênero musical Hip Hop lançado pela BOXtunes Records
- New Millennium Hip-Hop Party- é uma compilação de canções de Hip Hop lançado pela Rhino Records
- New Millennium Party- uma compilação de Singles de todos os gêneros
- More Music From 8 Mile- trilha sonora de músicas incluidas em 8 Mile
- Night Ripper- álbum de mashup artista Girl Talk. Apresentada na música "Smash Your Head" juntamente com Elton John
- The Greatest Hits - uma compilação das melhores músicas de The Notorious BIG
- Notorious Soundtrack - trilha sonora do filme Notorious filme biográfico